# Профицит бюджета
Профицит бюджета (бюджетный профицит; англ. budget surplus) — положительное сальдо, превышение доходов бюджета над его расходами.

## Определение
Согласно БРЭ профицит бюджета — это превышения доходной части над расходной.
Ряд экономистов определяют профицит бюджета как положительное сальдо, превышение доходов бюджета над его расходами. Профицит бюджета экономисты делят на первичный, когда он рассчитан без учёта стоимости обслуживания долга, и вторичный, учитывающий выплаты по внутренним и внешним заимствованиям.

## Плюсы и минусы профицита
Ряд экономистов профицит бюджета оценивают негативно. На стадии составления бюджета профицит бюджета исключается с помощью увеличения расходов или снижения доходов. На стадии исполнения бюджета принимаются меры к сохранению средств, не предназначенных для расходования в рамках утверждённого бюджета, профицит бюджета должен направиться на пополнение резервов или на дополнительное погашение долговых обязательств, на покрытие расходов, предусматриваемых в бюджете на очередной период.

## Профицит государственного бюджета
Профицит бюджета позволяет увеличивать золотовалютные резервы страны, снижать государственный долг и выделять больше средств на непредвиденные расходы. Профицитный бюджет способствует увеличению макроэкономической стабильности и, в том числе — в условиях геополитических и долговых рисков.
Однако профицит бюджета — это не всегда благо для страны. Профицитный бюджет может быть следствием жесткой экономической политики, его результатом может быть недостаток свободных оборотных средств в экономике, в частности снижение ликвидности кредитных организаций.
Согласно предположению экономиста Джона Мейнарда Кейнса, государственные закупки могут воздействовать на уровень безработицы и способствовать выходу страны из кризиса. Поэтому бюджет должен иметь определённый контролируемый дефицит.
Ключевым вопросом является то, на что расходуются бюджетные средства в целом и профицит в частности. В тех случаях, когда они инвестируются в развитие производства, науки и т. д., это должно привести к дополнительным доходам в будущем. Таким образом, профицит бюджета не может быть главной целью.
Как и при дефиците бюджета, наиболее наглядный показатель уровня профицита — его отношение к ВВП.

## Страны с профицитом бюджета
На практике бюджетный профицит чаще всего встречается у стран — экспортеров сырья. Так, по результатам 2010 года, наибольший профицит — 39,8 % ВВП — у Брунея, 22,7 % — у Кувейта, 15,4 % — у Макао, 12,1 % — у Катара, 10,5 % — у Норвегии. Как правило, развитые страны имеют дефицитные бюджеты, а развивающиеся самыми быстрыми темпами находятся где-то посередине. 
За 2022 год в странах Европы профицит бюджета был зафиксирован в Норвегии (144 млрд $), Германии (86 млрд), Нидерландах (68 млрд), Ирландии (67 млрд), Швейцарии (45 млрд), Бельгии (11 млрд), Чехии (5 млрд) и Дании (3 млрд). На постсоветском пространстве по итогам 2022 года профицит бюджета был лишь у России (307 млрд $), Казахстана (35 млрд), Азербайджана (14 млрд) и Туркменистана (9 млрд).